# Élections législatives de 2022 dans les Pyrénées-Orientales
Les élections législatives françaises de 2022 se déroulent les 12 et 19 juin 2022. Dans le département des Pyrénées-Orientales, quatre députés sont à élire dans le cadre de quatre circonscriptions.

## Contexte

### Résultats de l'élection présidentielle de 2022 par circonscription
| Circonscription | 1er tour | 1er tour | 1er tour | 1er tour | 1er tour  | 1er tour |         | 2d tour | 2d tour | 2d tour | 2d tour |
| Circonscription | Macron   | +/-      | Le Pen   | +/-      | Mélenchon | +/-      | Macron  | +/-     | Le Pen  | +/-     |         |
| --------------- | -------- | -------- | -------- | -------- | --------- | -------- | ------- | ------- | ------- | ------- | ------- |
| Circonscription |          |          |          |          |           |          |         |         |         |         |         |
| 1re             | 21,68 %  | 2,13     | 30,16 %  | 2,26     | 21,56 %   | 0,13     | 48,22 % | 8,06    | 51,78 % | 8,06    |         |
| 2e              | 19,81 %  | 2,49     | 37,13 %  | 2,93     | 16,65 %   | 2,59     | 39,38 % | 8,66    | 60,62 % | 8,66    |         |
| 3e              | 19,98 %  | 1,46     | 30,15 %  | 2,6      | 21,48 %   | 1,27     | 45,73 % | 9,68    | 54,27 % | 9,68    |         |
| 4e              | 20,95 %  | 2,18     | 32,20 %  | 2,65     | 18,28 %   | 3,18     | 43,31 % | 9,92    | 56,69 % | 9,92    |         |

## Système électoral
Les élections législatives ont lieu au scrutin uninominal majoritaire à deux tours dans des circonscriptions uninominales.
Est élu au premier tour le candidat qui réunit la majorité absolue des suffrages exprimés et un nombre de voix au moins égal au quart (25 %) des électeurs inscrits dans la circonscription. Si aucun des candidats ne satisfait ces conditions, un second tour est organisé entre les candidats ayant réuni un nombre de voix au moins égal à un huitième des inscrits (12,5 %) ; les deux candidats arrivés en tête du premier tour se maintiennent néanmoins par défaut si un seul ou aucun d'entre eux n'a atteint ce seuil. Au second tour, le candidat arrivé en tête est déclaré élu.
Le seuil de qualification basé sur un pourcentage du total des inscrits et non des suffrages exprimés rend plus difficile l'accès au second tour lorsque l'abstention est élevée. Le système permet en revanche l'accès au second tour de plus de deux candidats si plusieurs d'entre eux franchissent le seuil de 12,5 % des inscrits. Les candidats en lice au second tour peuvent ainsi être trois, un cas de figure appelé « triangulaire ». Les second tours où s'affrontent quatre candidats, appelés « quadrangulaire » sont également possibles, mais beaucoup plus rares.

### Partis et nuances
Les résultats des élections sont publiés en France par le ministère de l'Intérieur, qui classe les partis en leur attribuant des nuances politiques. Ces dernières sont décidées par les préfets, qui les attribuent indifféremment de l'étiquette politique déclarée par les candidats, qui peut être celle d'un parti ou une candidature sans étiquette.
En 2022, seules les coalitions Ensemble (ENS) et Nouvelle Union populaire écologique et sociale (NUP), ainsi que le Parti radical de gauche (RDG), l'Union des démocrates et indépendants (UDI), Les Républicains (LR), le Rassemblement national (RN) et Reconquête (REC) se voient attribuer  une nuance propre,,.
Tous les autres partis se voient attribuer l'une ou l'autre des nuances suivantes : DXG (divers extrême gauche), DVG (divers gauche), ECO (écologiste), REG (régionaliste), DVC (divers centre), DVD (divers droite), DSV (droite souverainiste) et DXD (divers extrême droite). Des partis comme Debout la France ou Lutte ouvrière ne disposent ainsi pas de nuance propre, et leurs résultats nationaux ne sont pas publiés séparément par le ministère, car mélangés avec d'autres partis (respectivement dans les nuances DSV et DXG),.

## Résultats

### Élus
| Circonscription                                 | Député sortant     | Parti | Parti      | Député élu ou réélu | Parti | Parti |
| ----------------------------------------------- | ------------------ | ----- | ---------- | ------------------- | ----- | ----- |
| 1re                                             | Romain Grau        |       | LREM - LFA | Sophie Blanc        |       | RN    |
| 2e                                              | Catherine Pujol*   |       | RN         | Anaïs Sabatini      |       | RN    |
| 3e                                              | Laurence Gayte*    |       | LREM       | Sandrine Dogor-Such |       | RN    |
| 4e                                              | Sébastien Cazenove |       | LREM       | Michèle Martinez    |       | RN    |
| * député sortant ne se représentant pas en 2022 |                    |       |            |                     |       |       |

### Résultats à l'échelle du département

#### Résultats par coalition
| Parti et coalition                                           | Parti et coalition                                           | Parti et coalition                            | Premier tour | Premier tour | Premier tour | Second tour   | Second tour   | Second tour | Total Sièges  | +/-           |  |
| Parti et coalition                                           | Parti et coalition                                           | Parti et coalition                            | Voix         | %            | Sièges       | Voix          | %             | Sièges      | Total Sièges  | +/-           |  |
| ------------------------------------------------------------ | ------------------------------------------------------------ | --------------------------------------------- | ------------ | ------------ | ------------ | ------------- | ------------- | ----------- | ------------- | ------------- |  |
|                                                              | Rassemblement national (RN)                                  | Rassemblement national (RN)                   | 54 276       | 31,94        | 0            | 86 172        | 56,72         | 4           | 4             | 3             |  |
|                                                              |                                                              | La France insoumise (LFI)                     | 29 044       | 17,09        | 0            | 16 368        | 10,77         | 0           | 0             | en stagnation |  |
|                                                              | Europe Écologie Les Verts (EELV)                             | 9 601                                         | 5,65         | 0            |              |               |               | 0           | en stagnation |               |  |
| Total Nouvelle Union populaire écologique et sociale (NUPES) | Total Nouvelle Union populaire écologique et sociale (NUPES) | 38 645                                        | 22,74        | 0            | 16 368       | 10,77         | 0             | 0           | en stagnation |               |  |
|                                                              |                                                              | La République en marche (LREM)                | 38 352       | 22,57        | 0            | 49 385        | 32,51         | 0           | 0             | 3             |  |
| Total Ensemble (ENS)                                         | Total Ensemble (ENS)                                         | 38 352                                        | 22,57        | 0            | 49 385       | 32,51         | 0             | 0           | 3             |               |  |
|                                                              |                                                              | Les Républicains (LR)                         | 10 736       | 6,32         | 0            |               |               |             | 0             | en stagnation |  |
| Total Union de la droite et du centre (UDC)                  | Total Union de la droite et du centre (UDC)                  | 10 736                                        | 6,32         | 0            | 0            | en stagnation |               |             |               |               |  |
|                                                              | Reconquête (REC)                                             | Reconquête (REC)                              | 9 221        | 5,43         | 0            | 0             | Nv            |             |               |               |  |
|                                                              | Dissidents NUPES                                             | Dissidents NUPES                              | 4 727        | 2,78         | 0            | 0             | Nv            |             |               |               |  |
|                                                              |                                                              | Oui au Pays Catalan (OPCat)                   | 3 637        | 2,14         | 0            | 0             | en stagnation |             |               |               |  |
|                                                              | Unitat Catalana (UC)                                         | 667                                           | 0,39         | 0            | 0            | Nv            |               |             |               |               |  |
| Total Régions et peuples solidaires (R&PS)                   | Total Régions et peuples solidaires (R&PS)                   | 4 304                                         | 2,53         | 0            | 0            | en stagnation |               |             |               |               |  |
|                                                              |                                                              | Les Patriotes (LP)                            | 1 826        | 1,07         | 0            | 0             | Nv            |             |               |               |  |
|                                                              | Debout la France (DLF)                                       | 612                                           | 0,36         | 0            | 0            | en stagnation |               |             |               |               |  |
| Total Union pour la France (UPF)                             | Total Union pour la France (UPF)                             | 2 438                                         | 1,43         | 0            | 0            | en stagnation |               |             |               |               |  |
|                                                              | Lutte ouvrière (LO)                                          | Lutte ouvrière (LO)                           | 1 867        | 1,10         | 0            | 0             | en stagnation |             |               |               |  |
|                                                              | Parti animaliste (PA)                                        | Parti animaliste (PA)                         | 1 830        | 1,08         | 0            | 0             | en stagnation |             |               |               |  |
|                                                              | Résistons (RES)                                              | Résistons (RES)                               | 1 777        | 1,05         | 0            | 0             | Nv            |             |               |               |  |
|                                                              | Dissidents Ensemble                                          | Dissidents Ensemble                           | 616          | 0,36         | 0            | 0             | Nv            |             |               |               |  |
|                                                              | Parti des citoyens européens (PACE)                          | Parti des citoyens européens (PACE)           | 456          | 0,27         | 0            | 0             | Nv            |             |               |               |  |
|                                                              | Parti ouvrier indépendant démocratique (POID)                | Parti ouvrier indépendant démocratique (POID) | 219          | 0,13         | 0            | 0             | Nv            |             |               |               |  |
|                                                              | Parti pirate (PP)                                            | Parti pirate (PP)                             | 8            | 0,00         | 0            | 0             | Nv            |             |               |               |  |
|                                                              | Autres partis                                                | Autres partis                                 | 398          | 0,23         | 0            | 0             | en stagnation |             |               |               |  |
|                                                              | Sans étiquette (SE)                                          | Sans étiquette (SE)                           | 46           | 0,03         | 0            | 0             | en stagnation |             |               |               |  |
|                                                              |                                                              |                                               |              |              |              |               |               |             |               |               |  |
| Suffrages exprimés                                           | Suffrages exprimés                                           | Suffrages exprimés                            | 169 916      | 97,59        |              | 151 925       | 89,82         |             |               |               |  |
| Votes blancs                                                 | Votes blancs                                                 | Votes blancs                                  | 2 962        | 1,70         | 12 249       | 7,24          |               |             |               |               |  |
| Votes nuls                                                   | Votes nuls                                                   | Votes nuls                                    | 1 229        | 0,71         | 4 976        | 2,94          |               |             |               |               |  |
| Total                                                        | Total                                                        | Total                                         | 174 107      | 100          | 0            | 169 150       | 100           | 4           | 4             | en stagnation |  |
| Abstentions                                                  | Abstentions                                                  | Abstentions                                   | 189 231      | 52,08        |              | 194 198       | 53,45         |             |               |               |  |
| Inscrits/Participation                                       | Inscrits/Participation                                       | Inscrits/Participation                        | 363 338      | 47,92        | 363 348      | 46,55         |               |             |               |               |  |

#### Résultats par nuance
| Nuance                 | Nuance                                         | Nuance                 | Premier tour | Premier tour | Premier tour | Second tour | Second tour   | Second tour | Total Sièges | +/-           |
| Nuance                 | Nuance                                         | Nuance                 | Voix         | %            | Sièges       | Voix        | %             | Sièges      | Total Sièges | +/-           |
| ---------------------- | ---------------------------------------------- | ---------------------- | ------------ | ------------ | ------------ | ----------- | ------------- | ----------- | ------------ | ------------- |
|                        | Rassemblement national                         | RN                     | 54 276       | 31,94        | 0            | 86 172      | 56,72         | 4           | 4            | 3             |
|                        | Nouvelle Union populaire écologique et sociale | NUP                    | 38 645       | 22,74        | 0            | 16 368      | 10,77         | 0           | 0            | en stagnation |
|                        | Ensemble !                                     | ENS                    | 38 352       | 22,57        | 0            | 49 385      | 32,51         | 0           | 0            | 3             |
|                        | Les Républicains                               | LR                     | 10 736       | 6,32         | 0            |             |               |             | 0            | en stagnation |
|                        | Reconquête                                     | REC                    | 9 221        | 5,43         | 0            | 0           | Nv            |             |              |               |
|                        | Divers gauche                                  | DVG                    | 4 727        | 2,78         | 0            | 0           | en stagnation |             |              |               |
|                        | Régionalistes                                  | REG                    | 4 554        | 2,68         | 0            | 0           | en stagnation |             |              |               |
|                        | Droite souverainiste                           | DSV                    | 2 438        | 1,43         | 0            | 0           | en stagnation |             |              |               |
|                        | Divers                                         | DIV                    | 2 435        | 1,43         | 0            | 0           | en stagnation |             |              |               |
|                        | Divers extrême gauche                          | DXG                    | 2 086        | 1,23         | 0            | 0           | en stagnation |             |              |               |
|                        | Écologistes                                    | ECO                    | 1 830        | 1,08         | 0            | 0           | en stagnation |             |              |               |
|                        | Divers droite                                  | DVD                    | 616          | 0,36         | 0            | 0           | en stagnation |             |              |               |
|                        |                                                |                        |              |              |              |             |               |             |              |               |
| Suffrages exprimés     | Suffrages exprimés                             | Suffrages exprimés     | 169 916      | 97,59        |              | 151 925     | 89,82         |             |              |               |
| Votes blancs           | Votes blancs                                   | Votes blancs           | 2 962        | 1,70         | 12 249       | 7,24        |               |             |              |               |
| Votes nuls             | Votes nuls                                     | Votes nuls             | 1 229        | 0,71         | 4 976        | 2,94        |               |             |              |               |
| Total                  | Total                                          | Total                  | 174 107      | 100          | 0            | 169 150     | 100           | 4           | 4            | en stagnation |
| Abstentions            | Abstentions                                    | Abstentions            | 189 231      | 52,08        |              | 194 198     | 53,45         |             |              |               |
| Inscrits/Participation | Inscrits/Participation                         | Inscrits/Participation | 363 338      | 47,92        | 363 348      | 46,55       |               |             |              |               |

### Cartes

Nuance politique des candidats arrivés en tête dans chaque commune au 1er tour.
Nuance politique des candidats arrivés en tête dans chaque commune au 2e tour.

### Résultats par circonscription

#### Première circonscription
Député sortant : Romain Grau (La République en marche - La France audacieuse).
| Candidat                 | Candidat                   | Parti et coalition       | Nuance                   | Premier tour | Premier tour | Second tour | Second tour |
| Candidat                 | Candidat                   | Parti et coalition       | Nuance                   | Voix         | %            | Voix        | %           |
| ------------------------ | -------------------------- | ------------------------ | ------------------------ | ------------ | ------------ | ----------- | ----------- |
|                          | Sophie Blanc               | RN                       | RN                       | 10 162       | 31,36        | 15 859      | 53,87       |
|                          | Romain Grau                | LREM - LFA (ENS)         | ENS                      | 7 952        | 24,54        | 13 583      | 46,13       |
|                          | Francis Daspe              | LFI (NUPES)              | NUP                      | 7 659        | 23,63        |             |             |
|                          | Georges-Henri Chambaud     | REC                      | REC                      | 1 811        | 5,59         |             |             |
|                          | Christine Gavalda-Moulenat | LR (UDC)                 | LR                       | 1 799        | 5,55         |             |             |
|                          | Rita Peix                  | UC (R&PS)                | REG                      | 667          | 2,06         |             |             |
|                          | Alexandre Bolo             | H diss.                  | DVD                      | 616          | 1,90         |             |             |
|                          | Cathy Poch                 | LP (UPF)                 | DSV                      | 471          | 1,45         |             |             |
|                          | Vanessa Schmitt            | PA                       | ECO                      | 459          | 1,42         |             |             |
|                          | Pascale Advenard           | LO                       | DXG                      | 341          | 1,05         |             |             |
|                          | Anthony Chiffre            | RES                      | REG                      | 250          | 0,77         |             |             |
|                          | Fabienne Fourcade          | POID                     | DXG                      | 219          | 0,68         |             |             |
|                          | Loïc Barbarin              | GPF                      | DIV                      | 0            | 0,00         |             |             |
|                          |                            |                          |                          |              |              |             |             |
| Votes valides            | Votes valides              | Votes valides            | Votes valides            | 32 406       | 97,62        | 29 442      | 91,02       |
| Votes blancs             | Votes blancs               | Votes blancs             | Votes blancs             | 532          | 1,60         | 2 041       | 6,31        |
| Votes nuls               | Votes nuls                 | Votes nuls               | Votes nuls               | 257          | 0,77         | 865         | 2,67        |
| Total                    | Total                      | Total                    | Total                    | 33 195       | 100          | 32 348      | 100         |
| Abstention               | Abstention                 | Abstention               | Abstention               | 39 576       | 54,38        | 40 450      | 55,56       |
| Inscrits / participation | Inscrits / participation   | Inscrits / participation | Inscrits / participation | 72 771       | 45,62        | 72 798      | 44,44       |

#### Deuxième circonscription
Députée sortante : Catherine Pujol (Rassemblement national), élue en 2017 en tant que suppléante de Louis Aliot (Rassemblement national).
| Candidat                 | Candidat                 | Parti et coalition       | Nuance                   | Premier tour | Premier tour | Second tour | Second tour |
| Candidat                 | Candidat                 | Parti et coalition       | Nuance                   | Voix         | %            | Voix        | %           |
| ------------------------ | ------------------------ | ------------------------ | ------------------------ | ------------ | ------------ | ----------- | ----------- |
|                          | Anaïs Sabatini           | RN                       | RN                       | 17 811       | 37,62        | 26 682      | 61,23       |
|                          | Frédérique Lis           | LREM (ENS)               | ENS                      | 9 699        | 20,49        | 16 897      | 38,77       |
|                          | David Berrué             | EELV (NUPES)             | NUP                      | 9 601        | 20,28        |             |             |
|                          | David Bret               | LR (UDC)                 | LR                       | 4 182        | 8,83         |             |             |
|                          | Alexandra Raspaud        | REC                      | REC                      | 2 717        | 5,74         |             |             |
|                          | Joël Diago               | OPCat (R&PS)             | REG                      | 1 322        | 2,79         |             |             |
|                          | David Gabarda            | LP (UPF)                 | DSV                      | 769          | 1,62         |             |             |
|                          | Philippe Goisset         | LO                       | DXG                      | 626          | 1,32         |             |             |
|                          | Cyril Blanc              | PA                       | ECO                      | 617          | 1,30         |             |             |
|                          |                          |                          |                          |              |              |             |             |
| Votes valides            | Votes valides            | Votes valides            | Votes valides            | 47 344       | 97,69        | 43 579      | 91,51       |
| Votes blancs             | Votes blancs             | Votes blancs             | Votes blancs             | 824          | 1,70         | 2 748       | 5,77        |
| Votes nuls               | Votes nuls               | Votes nuls               | Votes nuls               | 297          | 0,61         | 1 297       | 2,72        |
| Total                    | Total                    | Total                    | Total                    | 48 465       | 100          | 47 624      | 100         |
| Abstention               | Abstention               | Abstention               | Abstention               | 55 188       | 53,24        | 56 009      | 54,05       |
| Inscrits / participation | Inscrits / participation | Inscrits / participation | Inscrits / participation | 103 653      | 46,76        | 103 633     | 45,95       |

#### Troisième circonscription
Députée sortante : Laurence Gayte (La République en marche).
| Candidat                 | Candidat                 | Parti et coalition       | Nuance                   | Premier tour | Premier tour | Second tour | Second tour |
| Candidat                 | Candidat                 | Parti et coalition       | Nuance                   | Voix         | %            | Voix        | %           |
| ------------------------ | ------------------------ | ------------------------ | ------------------------ | ------------ | ------------ | ----------- | ----------- |
|                          | Sandrine Dogor-Such      | RN                       | RN                       | 11 247       | 27,67        | 19 299      | 54,11       |
|                          | Nathalie Cullell         | LFI (NUPES)              | NUP                      | 11 091       | 27,29        | 16 368      | 45,89       |
|                          | Pierre Bataille          | LREM (ENS)               | ENS                      | 9 902        | 24,36        |             |             |
|                          | Laurence Martin          | LR (UDC)                 | LR                       | 2 359        | 5,80         |             |             |
|                          | Charles Mandar           | REC                      | REC                      | 1 963        | 4,83         |             |             |
|                          | Henri Guitart            | RES                      | DIV                      | 1 527        | 3,76         |             |             |
|                          | Morgane Le Floch         | OPCat (R&PS)             | REG                      | 1 044        | 2,57         |             |             |
|                          | Françoise Perault        | LP (UPF)                 | DSV                      | 586          | 1,44         |             |             |
|                          | Anna-Maria Urroz         | LO                       | DXG                      | 460          | 1,13         |             |             |
|                          | Marlène Sgard            | PACE                     | DIV                      | 456          | 1,12         |             |             |
|                          | Blaise Madeline          | PP                       | DIV                      | 8            | 0,02         |             |             |
|                          |                          |                          |                          |              |              |             |             |
| Votes valides            | Votes valides            | Votes valides            | Votes valides            | 40 643       | 97,12        | 35 667      | 86,83       |
| Votes blancs             | Votes blancs             | Votes blancs             | Votes blancs             | 848          | 2,03         | 4 007       | 9,75        |
| Votes nuls               | Votes nuls               | Votes nuls               | Votes nuls               | 357          | 0,85         | 1 403       | 3,42        |
| Total                    | Total                    | Total                    | Total                    | 41 848       | 100          | 41 077      | 100         |
| Abstention               | Abstention               | Abstention               | Abstention               | 43 148       | 50,76        | 43 920      | 51,67       |
| Inscrits / participation | Inscrits / participation | Inscrits / participation | Inscrits / participation | 84 996       | 49,24        | 84 997      | 48,33       |

#### Quatrième circonscription
Député sortant : Sébastien Cazenove (La République en marche).
| Candidat                 | Candidat                          | Parti et coalition       | Nuance                   | Premier tour | Premier tour | Second tour | Second tour |
| Candidat                 | Candidat                          | Parti et coalition       | Nuance                   | Voix         | %            | Voix        | %           |
| ------------------------ | --------------------------------- | ------------------------ | ------------------------ | ------------ | ------------ | ----------- | ----------- |
|                          | Michèle Martinez                  | RN                       | RN                       | 15 056       | 30,40        | 24 332      | 56,28       |
|                          | Sébastien Cazenove                | LREM (ENS)               | ENS                      | 10 799       | 21,81        | 18 905      | 43,72       |
|                          | Jérôme Pous                       | LFI (NUPES)              | NUP                      | 10 294       | 20,79        |             |             |
|                          | Alexandre Reynal (d)              | PS diss.                 | DVG                      | 4 727        | 9,55         |             |             |
|                          | Sylvie Truchet                    | REC                      | REC                      | 2 730        | 5,51         |             |             |
|                          | Bruno Galan (d)                   | LR (UDC)                 | LR                       | 2 396        | 4,84         |             |             |
|                          | Jordi Vera (d)                    | OPCat (R&PS)             | REG                      | 1 271        | 2,57         |             |             |
|                          | Delphine Bailly                   | PA                       | ECO                      | 754          | 1,52         |             |             |
|                          | Stéphane Fabra                    | DLF (UPF)                | DSV                      | 612          | 1,24         |             |             |
|                          | Caroline Poupard                  | LO                       | DXG                      | 440          | 0,89         |             |             |
|                          | Carol Malortigue                  | FOU                      | DIV                      | 398          | 0,80         |             |             |
|                          | Edwige Vincent de Bourbon Pahlavi | SE                       | DIV                      | 46           | 0,09         |             |             |
|                          |                                   |                          |                          |              |              |             |             |
| Votes valides            | Votes valides                     | Votes valides            | Votes valides            | 49 523       | 97,87        | 43 237      | 89,89       |
| Votes blancs             | Votes blancs                      | Votes blancs             | Votes blancs             | 758          | 1,50         | 3 453       | 7,18        |
| Votes nuls               | Votes nuls                        | Votes nuls               | Votes nuls               | 318          | 0,63         | 1 411       | 2,93        |
| Total                    | Total                             | Total                    | Total                    | 50 599       | 100          | 48 101      | 100         |
| Abstention               | Abstention                        | Abstention               | Abstention               | 51 319       | 50,35        | 53 819      | 52,81       |
| Inscrits / participation | Inscrits / participation          | Inscrits / participation | Inscrits / participation | 101 918      | 49,65        | 101 920     | 47,19       |